# Кобервайн Вацлав
Вацлав Кобервайн (нім. Wenzel Koberwein, пол. Wacław Koberwein) — перший президент Львова (28.05.1809 — 21.06.1809), за родом діяльності золотар (ювелір). Також був радником львівського магістрату .

27 травня 1809 році під час франко-австрійської війни Львів зайняли війська Герцогства Варшавського на чолі з Юзефом Понятовським, і Вацлав Кобервайн був обраний бурмістром Львова замість Франца Лоренца. Видав звернення (відозву) до мешканців Львова у справі військового контингенту з міста. Втім, невдовзі Наполеон уклав мирну угоду з Габсбурґами, і місто повернулося під австрійський контроль 19 червня 1809 р.

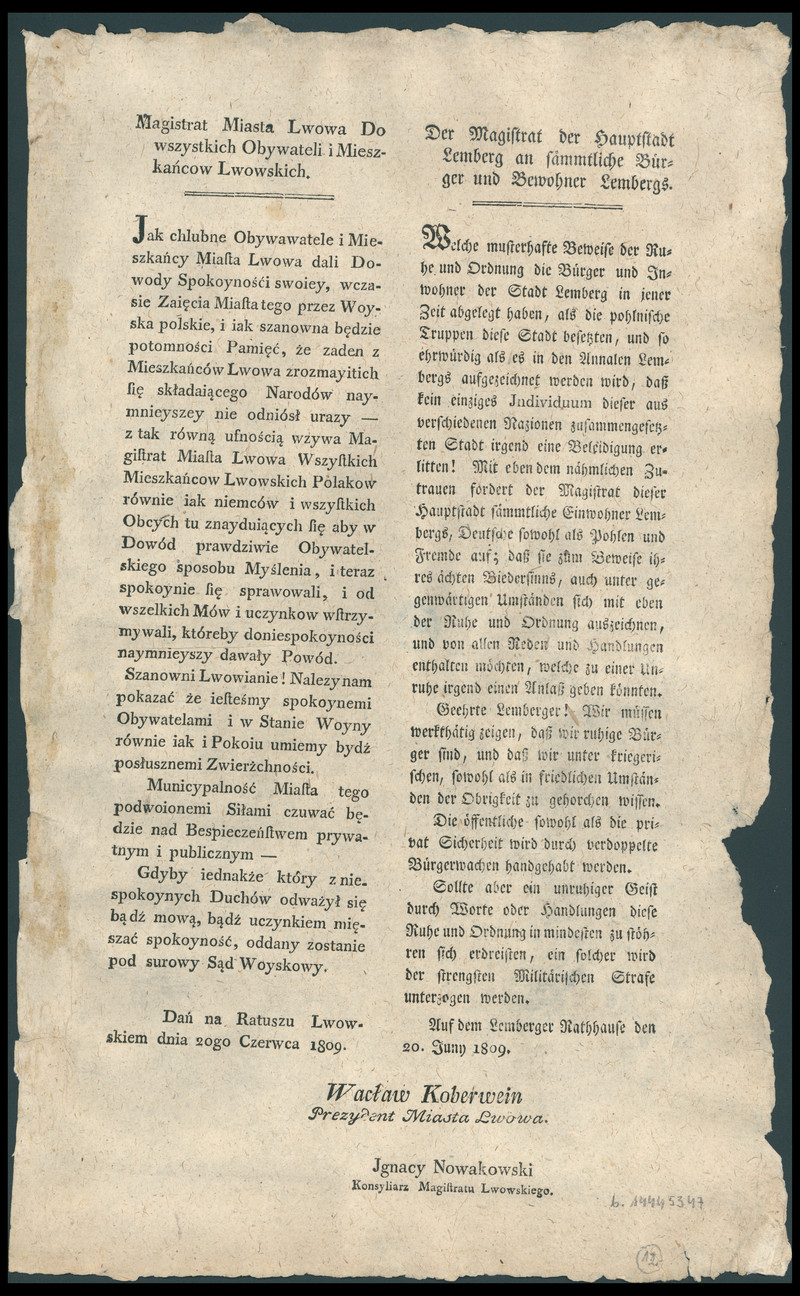
Відозва львівського магістрату до мешканців міста, 20 червня 1809р.